# Клей (округ, Арканзас)
Шаблон:StateAbbr_ 36°22′39″ пн. ш. 90°26′07″ зх. д. / 36.3775° пн. ш. 90.435277777778° зх. д.
Округ Клей (англ. Clay County) — округ (графство) у штаті Арканзас. Ідентифікатор округу 05021.

## Історія
Округ утворений 1873 року.

## Демографія
За даними перепису
2000 року
загальне населення округу становило 17609 осіб, зокрема міського населення було 6823, а сільського — 10786.
Серед мешканців округу чоловіків було 8511, а жінок — 9098. В окрузі було 7417 домогосподарств, 5070 родин, які мешкали в 8498 будинках.
Середній розмір родини становив 2,87.
Віковий розподіл населення поданий у таблиці:
| Стать    | До 15 років | 15-21 | 22-29 | 30-39 | 40-49 | 50-65 | 65-85 | Понад 85 |
| -------- | ----------- | ----- | ----- | ----- | ----- | ----- | ----- | -------- |
| Чоловіки | 1784        | 809   | 752   | 1115  | 1164  | 1515  | 1233  | 139      |
| Жінки    | 1599        | 700   | 737   | 1190  | 1165  | 1671  | 1704  | 332      |

## Суміжні округи
- Батлер, Міссурі — північ
- Данкін, Міссурі — схід
- Грін — південь
- Рендолф — захід
- Ріплі, Міссурі — північний захід

## Виноски
1. ↑  U.S. Decennial Census. United States Census Bureau. Архів оригіналу за 26 квітня 2015. Процитовано 25 серпня 2015.
2. ↑  Historical Census Browser. University of Virginia Library. Архів оригіналу за 11 Серпня 2012. Процитовано 25 серпня 2015.
3. ↑  Forstall, Richard L., ред. (27 березня 1995). Population of Counties by Decennial Census: 1900 to 1990. United States Census Bureau. Архів оригіналу за 24 Вересня 2015. Процитовано 25 серпня 2015.
4. ↑  Census 2000 PHC-T-4. Ranking Tables for Counties: 1990 and 2000 (PDF). United States Census Bureau. 2 квітня 2001. Архів оригіналу (PDF) за 18 Грудня 2014. Процитовано 25 серпня 2015.
5. ↑  State & County & pie QuickFacts. United States Census Bureau. Архів оригіналу за 8 липня 2011. Процитовано 20 травня 2014.(англ.) Наведено за англійською вікіпедією.
6. ↑  American FactFinder. Бюро перепису населення США. Архів оригіналу за 29 липня 2011. Процитовано 31 січня 2008.

| США | Це незавершена стаття з географії США. Ви можете допомогти проєкту, виправивши або дописавши її. |